# Jernbane
 For alternative betydninger, se Bane.
En jernbane er en transport, der foregår på en skinnevej til passagerer og gods med tog.
I modsætning til biltransport er skinnekøretøjernes retning bestemt af de baner, de kører på. Sporene består af to parallelle stålskinner på sveller, hvorpå det rullende materiel normalt med metalhjul, bevæger sig.
Den ældste jernbane er dateret til 6. århundrede f.Kr., hvor de gamle grækere anlagde en jernbane. Definitionen på de ældste jernbaner er meget mere simple end dem, vi kender i dag. De bestod ikke nødvendigvis af jernskinner, men var en metode til at retningsbestemme et køretøj og lede det ad et spor, det ikke kunne afvige fra.
Fra den smalle landtange, der forbinder Korinthbugten med Den Saroniske Bugt i Grækenland, kendes Diolkos-sporet, der tjente til at mindske transporttiden mellem de to bugter. Banen lå nogenlunde samme sted som den nuværende kanal mellem bugterne. Bådene kunne transporteres over land via en seks km lang bane af to smalle riller hugget i kalkstenen. Vognene blev skubbet af slaver. Banen eksisterede i 600 år .
Jernbanetransporten opblomstrende i forbindelse med englændernes udvikling af dampmaskinen i det 18. og 19. århundrede. Damplokomotivet gjorde det muligt at køre over længere distancer, end hvis vogne skulle trækkes af heste eller mennesker. Dette var en vigtig brik i den industrielle revolution.
Jernbanen ses som en af de vigtigste teknologiske opfindelser i den 19. århundredes Europa. I Danmark bruges der 1.435 mm sporvidde (også kaldet normalspor). Over 60 % af alle jernbaner i verden er anlagt med denne sporvidde.

## Historie

### Tiden før damp
I slutningen af middelalderen begyndte de første primitive jernbaner ved minedrift at komme i Europa. I domkirken i den tyske by Freiburg findes en glasmosaik, der viser disse baner.
I 1515 skrev Cardinal Matthäus Lang om et tog ved slottet Hohensalzburg i Østrig. Vognene blev trukket af dyr eller mennesker og kørte på træskinner. Ruten eksisterer stadig i opdateret og renoveret form, som en af de ældste baner i verden.
I 1550 anvendtes smalsporsbaner med træskinner mange steder i miner i Europa. I 1600-tallet brugtes "træ"-baner til at fragte kul fra minerne til kanalerne i Storbritannien

### Dampalderen
Udviklingen af dampmaskinen under den industrielle revolution i Storbritannien gav ideer til mobile dampmaskiner, som kunne trække tog. I 1769 tog James Watt  patent på en dampmaskine. Den arbejdede med lavt damptryk og fyldte så meget, at den var uegnet til togdrift. I 1804 blev det første dampdrevne tog demonstreret af Richard Trevithick. Dette togs dampmaskine arbejdede med højt damptryk.
Edward Pease stod bag den første jernbane, der gik mellem Stockton og Darlington i England. Oprindeligt var tanken, at heste skulle trække vognene, men inden banen var færdig, var der givet tilladelse til at bruge dampmaskiner. Edward Pease dannede sammen med bl.a. George Stephenson et firma, der skulle bygge damplokomotiver. Det første lokomotiv var klart i september 1825. Da Jernbanen officielt blev indviet den 27. september var der mødt en stor folkemængde op for at se damplokomotivet. Toget tilbagelagde en strækning på cirka 12 kilometer på to timer. Det første tog bestod af 36 vogne med både gods og passagerer.
I 1846 kom det første damplokomotiv til Danmark og kørte fra 1847 mellem København og Roskilde. Lokomotivet var bygget i England og fik navnet Odin. I 1846-47 fik Danmark yderligere fire lokomotiver af samme type.
Først i 1862 kom der damplokomotiver til Jylland. De kørte mellem Århus og Randers og var af typen Canada-lokomotiv opkaldt efter den engelske fabrik, som leverede 20 lokomotiver i alt. Der blev kørt med damplokomotiver i Danmark op til 1970, hvor normal kørsel med damplokomotiver ophørte.

### Elektrificering
Elektrificering er betegnelsen for jernbanestrækninger udstyret med kørestrømsanlæg (køreledninger eller strømskinner). Der kan også være tale om trækkraftenheder med strømaftagere og elmotorer (normalt bygges materiellet dog som el-materiel). Elektriske trækkraftenheder som en diesel- eller gasmotor omtales som hybridmateriel og anvendes i stigende omfang[kilde mangler] for at spare miljøet for forurening.. Elektrisk trækkraft blev opfundet i 1800-tallet, men jernbanenettet i de fleste lande er kun delvist eller slet ikke elektrificeret.
De første forsøg med at elektrificere et lokomotiv blev udført af den skotske opfinder Robert Davidson i 1837, som konstruerede en batteridreven vogn, hvis topfart var 6,4 kilometer i timen.
Senere opfandt Davidson endnu et elektrisk tog, der blev udstillet på den Kongelige Skotske Kunstudstilling i 1841.
Det var dog først i 1879, det første elektriske passagertogslokomotiv blev introduceret. Werner von Siemens skabte ud fra Davidsons tegninger et elektrisk lokomotiv med en 2,2 kilowatt motor. Med hjælp fra en tredje skinne, der forsynede motoren med strøm, viste dette lokomotiv sig at være ganske effektivt. I løbet af dens fire måneders virkeperiode transporteredes over 90.000 passagerer.

## Diverse benævnelser for jernbaner

### Sporveje
En sporvej befærdes af sporvogne, en togtype, der typisk anvendes i tættere bebyggede områder. Sporvognens mindre dimensioner gør, at accelerationsevnen typisk er bedre end hos mange andre togtypers [kilde mangler]. Desuden har sporvogne typisk væsentligt mindre kurveradius end andre former for jernbanemateriel. Det gør sporvogne bedre egnede på vejnettet i byområder. Sporveje kan nedsænkes i vejbanen, men også i sit eget tracé. Den første sporvogn begyndte at køre i New York i 1832 og blev trukket af heste. I Danmark har vi haft sporvogne i følgende byer:
- I Københavnsområdet fra 22. oktober 1863 til 23. april 1972 - se også Københavns Sporveje (KS) og Nesa.
- I Århus fra 31. maj 1884 til 7. november 1971 - Århus Sporveje.
- I Odense fra 5. oktober 1911 til 30. juni 1952 - se også Odense Sporvej.

### Letbane
En Letbane er et nyere ord for sporvej, hvor sporvogne både kan køre i fælles spor med bilerne såvel og i eget tracé. En letbane kører ofte over længere afstande[kilde mangler]. Danmarks fire største byer har anlæg i drift, under konstruktion og/eller påtænker letbaneprojekter,
København med Metroen
Aarhus Letbane - med linje L1, som erstattede den tidligere togrute Odder-Grenå (Kendt som Odderbanen) og L2 fra Hovedbanegården i Aarhus til Skejby Sygehus og videre til Lystrup.
En ny Odense Letbane, er under konstruktion med forventet åbning i 3 kvartal 2021.
Letbane i Aalborg er blevet ændret til et BRT system, som er busser der kører på gummihjul. Forventet åbning er slutning af 2023.

### Undergrundsbane
En undergrundsbane er en jernbane beliggende under jordens overflade og gadeplan. Undergrundsbaner forekommer især i storbyområder, hvor trafikken i almindelighed er så stor, at en fysisk adskillelse er hensigtsmæssig både for at sikre, at toget kan komme uhindret frem og for at sikre mod påkørsel af gående og kørende. Trapper, rullende trapper og/eller elevatorer fører fra stationernes underjordiske perron op til gadeplan.

### Industribane
Ved industribaner forstås baner, hvis formål alene er at opfylde industrielle transportformål. Industribaner er ofte helt adskilte fra det "normale" jernbanenet og behøver derfor ikke at opfylde almindelige betingelser til sporvidde, kurveradier og lignende. Roebanerne på Lolland var eksempler på industribaner i Danmark. Herhjemme findes stadig enkelte industribaner i drift.[kilde mangler]

## Infrastruktur

### Anlæg under danske forhold
Jernbanerne blev altid placeret i forbindelse med lavtliggende områder og tog ikke hensyn til den private ejendomsret. I den danske grundlov fastslås, at: ”Ingen kan tilpligtes at afstå sin ejendom, uden hvor almenvellet kræver det. Det kan kun ske ifølge lov og mod fuldstændig erstatning.” Derfor kunne staten, mod fuld erstatning, tvinge lodsejeren til at afgive sin jord til almenvellet ’’(den brede befolkning)’’, hvis en vedtaget lov krævede anlæg af banen. Paragraf anvendes ved anlæg ikke alene jernbaner, men også veje, motorveje og militære anlæg.

### Sporteknik
Jernbanespor består af to parallelle stålskinner fastgjort på sveller, der tidligere var af træ, men i dag næsten udelukkende af beton. Svellerne sørger for, at skinnerne er placeret i en permanent bredde, også kaldet sporvidden. Mellem hver svelle er der en fast afstand på 62,5 centimeter.
Den mest udbredte sporvidde (afstand mellem indersiden af skinnerne) på 1.435 mm har en historisk forklaring, da den svarer til sporvidden på den første jernbane mellem Stockton og Darlington anlagt af George Stephenson. Sporvidder over 1.435 mm betegnes bredspor, mens smalspor har smallere sporvidde end normalsporet.

#### Standardmål i Danmark
BaneDanmark, den danske banemyndighed, fastsætter normer for mål på det danske jernbanenet. En illustration af de brugte begreber ses nedenfor til højre. I nedenstående skema ses et udpluk af de utallige mål, som normen foreskriver:
| Navn                                  | Mål               | Beskrivelse                                              |
| ------------------------------------- | ----------------- | -------------------------------------------------------- |
| Sporvidde                             | 1.435 mm          | Afstanden mellem indersiden af de to parallelle skinner. |
| Svelleafstand                         | 625 mm            | Afstanden mellem hver svelle.                            |
| Tracévidde ved hastighed <160 km/t    | min. 4 m          | Afstanden mellem to rette spor                           |
| Tracévidde ved hastighed 160-200 km/t | min. 4,15 m       |                                                          |
| Tracévidde ved hastighed 200-250 km/t | min. 4,5 m        |                                                          |
| Sikkerhedszone på en station          | min. 1,35 m bredt |                                                          |
| Opholdsareal på en station            | min. 2 m bredt    |                                                          |
| Mindste radius i en jernbanekurve     | 600 m             |                                                          |

#### Kurver
Kurver på jernbanestrækninger anlægges som cirkelbuer, med overgangskurver mellem det rette spor og kurven for at undgå pludselige ryk, som ellers vil opstå under et retningsskift.
Ud over dette bruges overgangskurven som en rampe for overhøjden, der etableres for undgå centrifugalkraftens virke på passagererne. Overhøjde er betegnelse på en forskel i højden af de to skinner, der etableres i sving. Den minimale radius i en jernbanekurve 600 meter.

#### Sporskifter
Sporskifter gør det muligt for jernbanekøretøjer at følge forskellige ruter i spornettet. Der findes tre overordnede typer af sporskifter: Krydsningssporskifte (hel eller halv), højre afvigende og venstre afvigende sporskifte.
Sporskiftet er opbygget at en række forskellige tilpassede skinnestykker og en mekanisme, der muliggør, at sporskiftet fastholdes i den ene eller anden stilling.
Sporskiftet kan sættes, så toget følger stamsporet, eller så det følger en afvigende gren. Dette benyttes på vigespor på enkeltsporede jernbaner.
Et sporskifte kan både være lokalt, centralt og fjernstyret. Et centralbetjent sporskifte styres fra eksempelvis stationens sikringsanlæg, mens fjernstyring sker fra et centralt sted, hvorfra banen overvåges, og jernbanekøretøjerne guides.

#### Detektorer
I de seneste 70 år har defektsøgende detektorer været anvendt for at undgå ulykker på jernbanenettet. Der benyttes både teknologi som infrarødt lys, laserscanninger og ultralyd-scanning. Det er én af grundene til, at jernbanetransport anses at være blandt de sikreste former for landtransport.

### Signalering
Jernbanesignalering benyttes til at kontrollere togtrafikken og hindre sammenstød. Uden signalering er tog meget udsatte for kollisioner på grund af de højre kørehastigheder. Lokomotivførerens reaktionshastighed er for lang til, at han i mange situationer kan nå at standse toget.
Den mest almindelige form for signalering er lyssignaler. Signallysene anvendes i de tre kendte farver fra biltrafikken, rød, gul og grøn. Rød betyder stop. Gul betyder kør forsigtigt. Grøn betyder kør.
Desuden er der langs banen placeret en række skilte, der oplyser hastighedsgrænser og afstande. Skiltene kan være placeret ved en station eller jernbaneoverskæring.

### Elektrificering
Et elektrisk system leverer energi til toget, så det kan fungere uden forbrændingsmotor. Denne løsning giver lavere driftsomkostninger, men kræver større anlægsinvesteringer langs jernbanen. I Danmark er det københavnske S-togs-net 100 % elektrificeret, mens det kun er fjernbanen København(Øresundsbroen)-Padborg, der er elektrificeret. Kystbanen i København er elektrificeret, men regnes ikke som en fjernbane.
Elektrificering kan enten bestå af luftledninger, som er det mest almindelige, eller som en tredje skinne. Ulempen ved en tredje skinne er faren for ulykker, hvis mennesker kommer i berøring med skinnen med den høje spænding.
Det danske net er etableret med 25.000 V, 50 Hz vekselstrøm.

### Stationer
Togene standser og samler passagerer op på jernbanestationerne. På de større danske stationer kan man købe billetter i kiosker eller betjente billetudsalg. Ellers benyttes billetautomater. Mindre stationer eller holdesteder betegnes som trinbræt.

## Jernbanevirksomhed

### Drift
Siden starten af 1980'erne har der været en tendens til at splitte jernbaneselskaber op, så togoperatørerne (det rullende materiel) og jernbaneinfrastrukturforvaltere (jernbanen) er blevet til to separate virksomheder.
I Danmark forvaltes de statsejede jernbaner af Banedanmark, under Transportministeriet, hvilket blev bestemt ved lov af 18. maj 1998. Det år udskiltes jernbaneforvaltningen fra DSB til Banestyrelsen (nuværende Banedanmark). DSB blev således fra den dag udelukkende en togoperatør. Dette er samtidig et krav fra den Europæiske Union for, at enhver togoperatør kan byde, når banedrift udbydes i licitation. Den engelske virksomhed Arriva er et eksempel på dette.

### Økonomi
Den vigtigste indtægtskilde hos et jernbaneselskab er billetindtægterne for persontransport eller forsendelsesgebyr ved godstransport. Der findes mange rabatter, såsom månedskort, klippekort, der gør det mere attraktivt at rejse meget med tog. I efteråret 2012 blev det såkaldte rejsekort udbredt til alle danske togstrækninger. Rejsekort gør det muligt at opnå rabattrin, jo mere der rejses.
Stater kan vælge at give tilskud til togoperatører, da jernbanetransport har eksternaliteter end andre typer af landtransport. Hvis et jernbaneselskab er statsejet, ligesom DSB, kan staten - med respekt for EU-reglerne - vælge at give støtte til gengæld for øget produktion.

### Sikkerhed
Jernbanetransport er en af de sikreste former for landtransport. Tog kan køre med meget høj hastighed og er tunge, hvorfor der kræves en lang bremselængde. Vægten besværliggør en afsporing.
De mulige ulykker omfatter afsporing, kollision med et andet tog eller sammenstød med en bil ved en jernbaneoverskæring eller personpåkørsel. Sidstnævnte tegner sig for størstedelen (47 %) af alle danske ulykker i 2009.
De vigtigste sikkerhedsforanstaltninger er togsignaler og automatiske bomanlæg, der advarer bilister og fodgængere om fare. Hvis lokomotivføreren observerer en fare, bruges togets meget høje horn. Banedanmark er netop nu i gang med at højne sikkerheden på det danske banenet. Blandt andet nedlægges farlige overkørsler.
På højhastighedsbaner (eksempelvis det japanske magnettog Shinkansen og det tyske ICE) findes ingen overkørsler, hvorved risikoen for kollisioner begrænses.

## Eksterne links
- Wikimedia Commons har flere filer relateret til Jernbane
- Danske togulykker